# Kolomyia
Kolomyia (tiếng Ukraina: Коломия) là một thành phố của Ukraina. Thành phố này thuộc tỉnh Ivano-Frankivsk. Thành phố này có diện tích ? km2, dân số theo điều tra dân số năm 2001 là 61989 người.